# Teucrium betonicum
Teucrium betonicum é uma espécie de planta com flor pertencente à família Lamiaceae. 
A autoridade científica da espécie é L'Hér., tendo sido publicada em Stirpes Novae aut Minus Cognitae 83, t. 40. 1788.

## Portugal
Trata-se de uma espécie presente no território português, nomeadamente no Arquipélago da Madeira.
Em termos de naturalidade é endémica da região atrás referida.

## Protecção
Encontra-se protegida por legislação portuguesa ou da Comunidade Europeia, nomeadamente pelo Anexo II e IV da Directiva Habitats.